# Limnonectes bagoensis
Limnonectes bagoensis — вид жаб родини Dicroglossidae. Описаний у 2021 році.

## Поширення
Ендемік М'янми. Виявлений неподалік міста Баго на півдні країни.

## Опис
Жаби середнього розміру (самці 32–49 мм завдовжки; самиці 30–47 мм).